# Aeroportul Pimenta Bueno
Aeroportul Pimenta Bueno (IATA: PBQ, ICAO: SWPM) este un aeroport din Pimenta Bueno, Rondônia, Brazilia ce deservește zona Pimenta Bueno. A fost numit după zona deservită.
Situat la o altitudine de 208 m, aeroportul dispune de 1 pistă.

## Infrastructură

### Piste
Aeroportul dispune de o singură pistă. Pista 4/22 are suprafața de asfalt și dimensiunile 1.300 m × 20 m. 